# Hruševo
Hruševo este o localitate din comuna Dobrova-Polhov Gradec, Slovenia, cu o populație de 371 de locuitori.